# Ludmilla, oder Leichen am laufenden Band
Ludmilla, oder Leichen am laufenden Band (Ludmilla of lijken aan de lopende band) is een operaparodie die in 1944 is geschreven en uitgevoerd in Kamp Westerbork. 

## Albert Gemmeker en Gruppe Bühne Lager Westerbork
Kampcommandant SS-Obersturmführer Albert Gemmeker was liefhebber van cabaret. Terwijl elke dinsdag een deportatietrein naar het oosten ging liet hij in Kamp Westerbork regelmatig een Duitstalige bonte revueavond plaatsvinden waarbij ook gevangenen aanwezig mochten zijn. Als acteurs en zangers dienden Joodse artiesten en Duitse vluchtelingen, de meesten in 1942-1943 aangekomen, die in ruil voor uitstel van deportatie de avonden vulden. Omdat bijna de hele Joodse bevolking uit Nederland en de Duitse vluchtelingen via Westerbork getransporteerd werden, kon het gezelschap Gruppe Bühne Lager Westerbork beschikken over vooraanstaande artiesten, zoals musici van het Concertgebouworkest.
Willie Rosen komt het kamp binnen als strafgeval -waarschijnlijk als onderduiker, wat staat voor 'onherroepelijk op transport'. De avonden ervoor zingt hij zijn longen uit zijn lijf, wat ervoor zorgt dat de commandant hem sperrt. Ooggetuigen spreken van 'een verwrongen gelaat'.
Gemmeker vermaakte zich zodanig met 'zijn' Gruppe Bühne dat hij bij een première beval dat ter viering van de deportatie van de veertigduizendste Jood de grote zaal opnieuw moest worden versierd. Daarvoor had hij uit Den Haag officials uitgenodigd. Veertig Joodse (ontsterde) meisjes moesten deze bedienen. Hij beval ook speciale programma's, compleet met hofnar, waar dienstleiders met goed verzorgde vrouwen moesten verschijnen. De commandant wilde zijn artiesten na de voorstelling nog wel eens ontvangen met cognac en sigaren, en tot diep in de nacht converseren.
Bij Westerborkse premières deden artiesten hun uiterste best, danseressen dansten bijvoorbeeld op jazz-muziek. Het toneel was gemaakt van houten planken van de synagoge van Assen. Voor kostuums en pruiken, licht en decors mocht het land worden afgezocht en geld uitgegeven, ook toen levensmiddelen, kleding en materialen voor de bevolking steeds beperkter beschikbaar werden.
Gemmeker bemoeide zich met de controle van teksten en muziek, waar hij regelmatig iets aanpaste of schrapte. Hij bezocht ook vaak onverwachts de repetities. 
De avonden waren mede om orde in het kamp te houden en gevangenen af te leiden. Niet elke kampbewoner ging naar de voorstellingen ('dans om de galg' - J. Presser) of bleef een tijd weg, maar ging soms toch in op deze vorm van afleiding. Ook als een voorstelling was op de dag van een transport, zaten zij als toeschouwer in de zaal (pal) achter de de kampleiding en medewerkers - die op de eerste rij zaten - die het transport die dag hadden georganiseerd.
De voornaamste medewerkers kregen de kans naar Theresienstadt te gaan in plaats van de 'Sonderbehandlung' ('speciale behandeling') of 'Evakuierung nach Osten' ('evacuatie naar het oosten'). Dit ging met derdeklassepersonenwagons in plaats van vee- of goederenwagon.
Op 3 augustus 1944 wordt met kampbevel nummer 86 alle culturele activiteit opgeheven. Geallieerden komen sneller dichterbij, de kampen worden leeggemaakt. In september wordt het theatergezelschap gedeporteerd. Slechts twee spelers hebben het overleefd. Rosen werd vanuit Theresienstadt naar Auschwitz gezonden en onmiddellijk na aankomst vergast.

## Ludmilla
In begin juni 1944 speelde theatergroep Gruppe Bühne Lager Westerbork onder leiding van Max Ehrlich in Westerbork de opera-parodie 'Ludmilla, oder Leichen am laufenden Band'. De muziek werd geschreven door Erich Ziegler en het libretto door Willy Rosen, succesvol in het Berlijn van de jaren 1920.
De operaparodie lijkt zo op het eerste gezicht eenvoudig: de vader van Ludmilla heeft een huwelijkskandidaat gekozen, maar Ludmilla heeft iemand anders op het oog. Deze verstopt zich onder de tafel als de aangewezen huwelijkskandidaat zijn entree maakt. Bij een vechtpartij sterven alle personages.
Naar het einde toe wordt het verhaal steeds grimmiger en wijst op naderend onheil. In een overgeleverde versie lijkt dan - na alle dode personages - vrolijke marsmuziek te volgen, gevolgd door of voorzien van gesproken tekst. Een happy end zou iets te kitsch zijn, maar omdat het publiek toch liever crimi-auteur Edgar Wallace leest dan Heinrich Heine volgt alsnog toch maar een happy end. Iedereen staat op, Ludmilla krijgt haar minnaar, iedereen trouwt, er volgt een meezinglied. De handelsreiziger in moppen krijgt een klap in het gezicht.
Ondanks het enthousiasme van Gemmeker over Gruppe Bühne is het bij een première gebleven, terwijl voorstellingen normaliter vaker werden uitgevoerd en andere muziek en ontspanning nog wel doorgang vond.
Hoewel in de veelvuldig aangepaste teksten gesproken wordt over rookpluimen in het oosten, een subtitel vertelt van lijken aan lopende band, nadat alle personages zijn overleden energieke marsmuziek klinkt die zou kunnen verwijzen naar de ontwikkelingen van opkomst van de geallieerden en D-day (ook begin juni 1944), aanvankelijk in het verhaal niemand meer verschijnt op het toneel, en dit past in de kennis die nu bestaat over de Holocaust, is niet gezegd dat het verhaal daarnaar verwees, daar kennis over was en men zich durfde te permitteren dit te gebruiken. Of dat Gemmeker en zijn collega's deze ingrediënten als provocerend, in verband met geallieerde ontwikkelingen ongemakkelijk of de analogie met de Endlösung dermate twijfelachtig vonden dat de uitvoering van Ludmilla moest worden gestopt. . 
Het werd tevens de laatste Bonte Avond in het kamp.

## Reconstructie
In 2016 werden een piano-uittreksel en het libretto gevonden in de nalatenschap van schrijver en pianist Ida Simons, die de oorlog had overleefd. Daarnaast is er een regieboek in het boekendepot van de Theatercollectie van de Universiteit van Amsterdam, voorzien van aanpassingen en doorhalingen. In 2019 voerde het productiehuis Punto Arte het stuk voor het eerst sinds 1944 op. In 2023 werd een reeks voorstellingen gegeven, evenals in 2021, en in 2019 ook in Herinneringscentrum Kamp Westerbork, naast de villa die ooit de woning was van Kampcommandant Gemmeker. 
Punto Arte had weinig informatie over de originele opvoering en de destijds gebruikte muziekinstrumenten. Volgens regisseur Eva Buchmann en dramaturg Ben Hurkmans kan men zien dat er een zwaardere boodschap aanwezig was, ook al leek het een licht verhaal. Er waren verwijzingen naar het oosten en de ondertitel van het stuk wijst op de industriële manier van deportaties en moorden.
Bij het onderzoek voor de reconstructie werden getuigenissen gebruikt van Philip Mechanicus (journalist) (1889-1944) en Etty Hillesum (1914-1943). Delen van deze getuigenissen werden voorgelezen door acteurs die zich in het publiek hadden gemengd en voegen iets toe aan de voorstelling: "Veel liever had ik een bovenbed." zegt de liefde van Lidmilla als hij op de tafel gaat liggen. Etty Hillesum voegt daaraan toe: "Later, als ik niet meer wonen zal op een ijzeren brits waar prikkeldraad omheen is, dan wil ik een lampje boven mijn bed hebben."
In de reconstructie dragen de drie zangers van Gruppe Bühne onder hun kostuum het gestreepte gevangenenpak, zo is te zien als ze zich haastig omkleden naast het podium. De dreiging is daardoor nooit uit de voorstelling weg. Dit voegt een extra laag toe aan het stuk, die achteraf is toegevoegd. In het origineel in 1944 zal men goede kostuums aan hebben gehad.
Bij het slot blijven musici en acteurs weg. Als personages zijn overleden (bij elk lijk citeert Ziegler Camille Saint-Saëns’ Stervende zwaan) worden de lijken vrolijk geteld. Dit staat op gespannen voet met de situatie van de acteurs, voor wie de opvoering een kwestie van leven of dood was. Ook Philip Mechanicus en Etty Hillesum werden vanuit Westerbork naar Auschwitz getransporteerd en daar vermoord. 
Mede door financiële tegemoetkoming in verband met nageheven erfpacht kon het stuk worden uitgevoerd. David Simons’ schoondochter, Marita Simons-Deen, zorgde namelijk voor een financiering die kwam uit nageheven erfpacht die schoonvader David Simons na terugkeer uit Theresienstadt betalen moest aan de gemeente Den Haag.

### Uitvoerenden
- Marc Pantus, bariton
- Merlijn Runia, mezzosopraan
- Jan Willem Baljet, bariton
- Marcel Worms, piano
- Sebastiaan van Halsema / Michael Müller (22 april en 2 juni), cello
- Emi Ohi Resnick, viool
- Olga Zuiderhoek, stemacteur
- Krijn ter Braak, stemacteur

## Ida Simons
Ida Simons schreef haar herinneringen op in de lichtvoetige novelle In Memoriam Mizzi en het boek Een Dwaze Maagd, over de tijd vóór de oorlog. 

## Podcast
De NTR heeft in 2024 een podcast van ongeveer 4x een half uur gemaakt over Ludmilla en de reconstructie.